# Pulaski County (Kentucky)
Pulaski County is een county in de Amerikaanse staat Kentucky.
De county heeft een landoppervlakte van 1.714 km² en telt 56.217 inwoners (volkstelling 2000). De hoofdplaats is Somerset.

## Bevolkingsontwikkeling

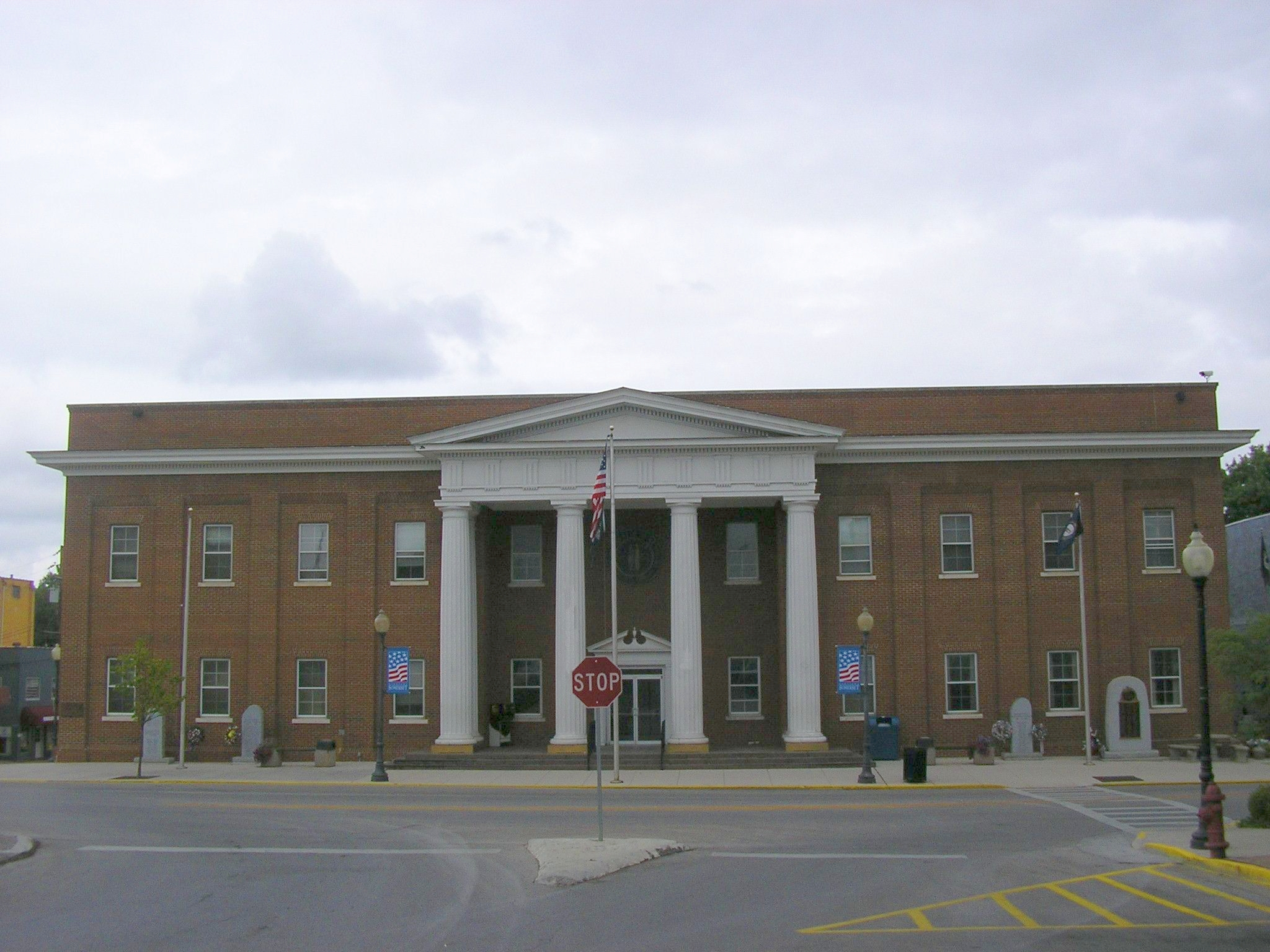
Pulaski Counry Courthouse